# قسم العلوم والتكنولوجيا في الفلبين
قِسم العلوم والتكنولوجيا (DOST (الفلبينية Kagawaran ng Agham at Teknolohiya). هو قسم تنفيذي لحكومة الفلبين والذي يعنى بتنظيم المشاريع التي لها علاقه العلوم والتكنولوجيا في الفلبين وصياغة السياسات والمشاريع في مجالات العلوم والتكنولوجيا لأجل دعم التطور المحلي.

## التاريخ
شُكل القِسم كمجلس تطوير العلوم الوطني في 13 حزيران، 1958 خلال فتره إدارة الرئيس كارلوس جارسيا، اسست هيئه العلوم كناتج لقانون تمت الموافقة عليه في الكونغرس الفلبيني بناءا على توصيات د.فرانك كوتوي والذي طلب منه جارسيا ان يجري دراسه بخصوص حالة العلوم والتكنولوجيا في البلاد. وعرفت بالسلطة الوطنية للعلوم والتكنولوجيا بالأنجليزيه(NASTA)في 17 آذار، 1981 وتم منحها مجالاً اوسع في بناء السياسات وتنفيذ البرامج.
في 30 كانون الثاني، خلال إدارة الرئيس كورازون اكونيو رست السلطة إلى درجه الحكومة مع توقيع طلب التنفيذ 128 وتم تغير اسمها إلى قسم العلوم والتكنولوجيا.

## المهام
- صياغة وتبني خطه العلوم والتكنولوجيا الوطنية الشامله ومراقبة وتنظيم التمويل والتنفيذ
- تشجيع ومساعدة إجراء البحوث العلمية والتكنولوجية والتطوير في المجالات التي صنفت على انها حيويه لتنمية البلاد
- تشجيع وتطوير التكنولوجيا المحلية وتبني وإبتكار التكنولوجيا المستوردة المناسبة وفي هذا الصدد، القيام بتطويرها لتصل إلى العالميه
- الإلتزام بأعمال التصميم والهندسة لإتمام عمليات البحث والتطوير
- التشجيع والمساعدة في إجراءات توصيل نتائج عمليات البحث المناسبة في العلوم والتكنولوجيا للمستخدم الأخير
- التشجيع والمساعدة في الخدمات التكنولوجيه المناسبة التي تحتاجها قطاعات الزراعة، النقل والأدارة العامة
- تطوير وبناء أنظمه معلومات وقواعد بيانات على التكنولجيا والعلوم وصيانتها
- تطوير وتنفيذ برامج لتقويه امكانيات العلوم والتكنولوجيا من خلال تدريب القوى العامله، بناء الأساسات والمؤسسات
- تشجيع الحس العام في العلوم والتكنولوجيا
- الألتزام بسياسات البحث، تقيّم التكنولوجيا ودراسه الجدوى

## قائمة الوزراء المسؤولين عن القسم
| #  | الأسم                   | الصوره          | بداية الخدمه     | نهاية الخدمه     |
| -- | ----------------------- | --------------- | ---------------- | ---------------- |
| 1  | Antonio V. Arizabal     |                 | January 30, 1987 | April 6, 1989    |
| 2  | Ceferino L. Follosco    |                 | April 7, 1989    | June 30, 1992    |
| 3  | Ricardo T. Gloria       |                 | June 30, 1992    | July 6, 1994     |
| 4  | William Padolina        |                 | July 7, 1994     | June 30, 1998    |
| 5  | Joseph Ejercito Estrada |                 | June 30, 1998    | January 29, 1999 |
| 6  | Filemon A. Uriarte, Jr. |                 | February 1, 1999 | January 1, 2001  |
| 7  | Rogelio A. Panlasigui   | January 2, 2001 | March 11, 2001   |                  |
| 8  | Estrella F. Alabastro   |                 | March 12, 2001   | June 30, 2010    |
| 9  | Mario Montejo           |                 | June 30, 2010    | June 30, 2016    |
| 10 | Fortunato de la Peña    |                 | June 30, 2016    |                  |

## الهيكل التنظيمي
الوزراء هم رأس المجلس ويندرج تحتهم أربعة وكلاء وزراء وثلاثة مساعدين وزراء

### الوكلاء
- وكيل وزارة للخدمات العلميه والتكنولوجيه
- وكيل وزارة للبحث والتطوير
- وكيل وزارة للعمليات الأقليميه
- وكيل وزارة للتغير المناخي وتقليل خطر الأزمات

### المساعدين
- مساعد للشؤون الماليه والقانونيه
- مساعد للمساهمه الدوليه
- مساعد إداري

## المكاتب

### الجامعيون والعلميون
- NAST)National Academy of Science and Technology)
- (National Research Council of the Philippines (NRCP

### مجالس التنظيم القطاعي
- (Philippine Council for Agriculture, Aquatic, and Natural Resources Research and Development (PCAARRD
- (Philippine Council for Health Research and Development (PCHRD
- (Philippine Council for Industry, Energy and Emerging Technology Research and Development (PCIEERD

### مؤسسات البحث والتطوير
- (Advanced Science and Technology Institute (ASTI
- (Food and Nutrition Research Institute (FNRI
- (Forest Products Research Development Institute (FPRDI
- (Industrial Technology Development Institute (ITDI
- (Metal Industry Research and Development Center (MIRDC
- (Philippine Nuclear Research Institute (PNRI
- (Philippine Textile Research Institute (PTRI

### الخدمات العلمية والتكنولوجية
- (Philippine Atmospheric, Geophysical and Astronomical Services Administration (PAGASA
- (Philippine Institute of Volcanology and Seismology (PHIVOLCS
- (Philippine Science High School System (PSHS
- (Science and Technology Information Institute (STII
- (Science Education Institute (SEI
- (Technology Application and Promotion Institute (TAPI
- (Technology Resource Center (TRC

## المشاريع
- Automated Guideway Transit System project
- DOST Hybrid Electric Road Train
- DOST Hybrid Electric Train